# Snowfire
Snowfire è un film del 1958 diretto da Dorrell McGowan e Stuart E. McGowan.
È un western statunitense per le famiglie con Don Megowan e Molly McGowan.

## Produzione
Il film fu diretto, sceneggiato e prodotto dai fratelli Dorrell McGowan e Stuart E. McGowan tramite la Snowfire Productions e girato nel Bryce Canyon National Park a Bryce, Utah, nell'agosto 1956. Il brano della colonna sonora Snowfire fu composto da Dorrell McGowan, Ed Erwin e Russ Todd (parole) e Hub Atwood (musica). Molly e Melodie McGowan, che fanno parte del cast di attori, erano figlie di Dorrell McGowan'.

## Distribuzione
Il film fu distribuito negli Stati Uniti dal 18 maggio 1958 al cinema dalla Allied Artists Pictures.
Altre distribuzioni:
- in Brasile (Um Conto de Fadas)
- in Germania Ovest (Von Cowboys gejagt)

## Promozione
Le tagline sono:
- THE WILD WHITE STALLION
- Fire was his spirit; man was his foe.